# Christmas is Coming
Christmas is Coming es una película de comedia romántica nigeriana de 2017 protagonizada por Ufuoma McDermott, Chioma Chukwuka, Deyemi Okanlawon, Zack Orji y Sola Sobowale. Fue escrita y dirigida por Ufuoma McDermott.

## Sinopsis
Henri Atta es una marimacho que sufrirá una serie de desventuras al someterse a un cambio de imagen por parte de sus compañeras Avia y Nene (Mary Lazarus, Izzie Otaigbe) a pocos días de Navidad.
La historia da un giro cuando Henri, sin darse cuenta, se enamora de su jefa Koko Williams (Deyemi Okanlawon).

## Elenco
- Ufuoma McDermott como Henri Atta
- Sola Sobowale como Mrs. Atta
- Chioma Akpotha como Lola Makinde
- Zack Orji como General Atta
- Deyemi Okanlanwon como Koko Williams
- Mary Lazarus como Avia
- Gregory Ojefua como Mr. Esan
- Michael Okon como Harry
- Izzie Otaigbe como Izzie Otaigbe
- Odenike Odetola como Sales Clerk
- Amanda Oruh como Chika Eze
- Ray Adeka como Osaretin Ida

## Producción y lanzamiento
McDermott reveló que comenzó a escribir la historia de la película en 2013. La fotografía principal se dio a inicios de 2017 y el avance oficial se lanzó el 24 de octubre de 2017. Se estrenó en los cines Filmhouse IMAX, Lekki, el 18 de noviembre de 2017, y se vendieron las entradas previas al lanzamiento, antes de que se estrenara en los cines de Nigeria el 24 de noviembre de 2017.

## Recepción
Pulse Nigeria informó que el actor Richard Mofe-Damijo comentó al verla “¡Me encanta! Amo la película ". El consenso general en el sitio fue que Christmas is Coming "te hará reír pero también te pondrá un poco tenso debido al suspenso que se acumula en las escenas finales".